# Krzemienica (Czerniewice)

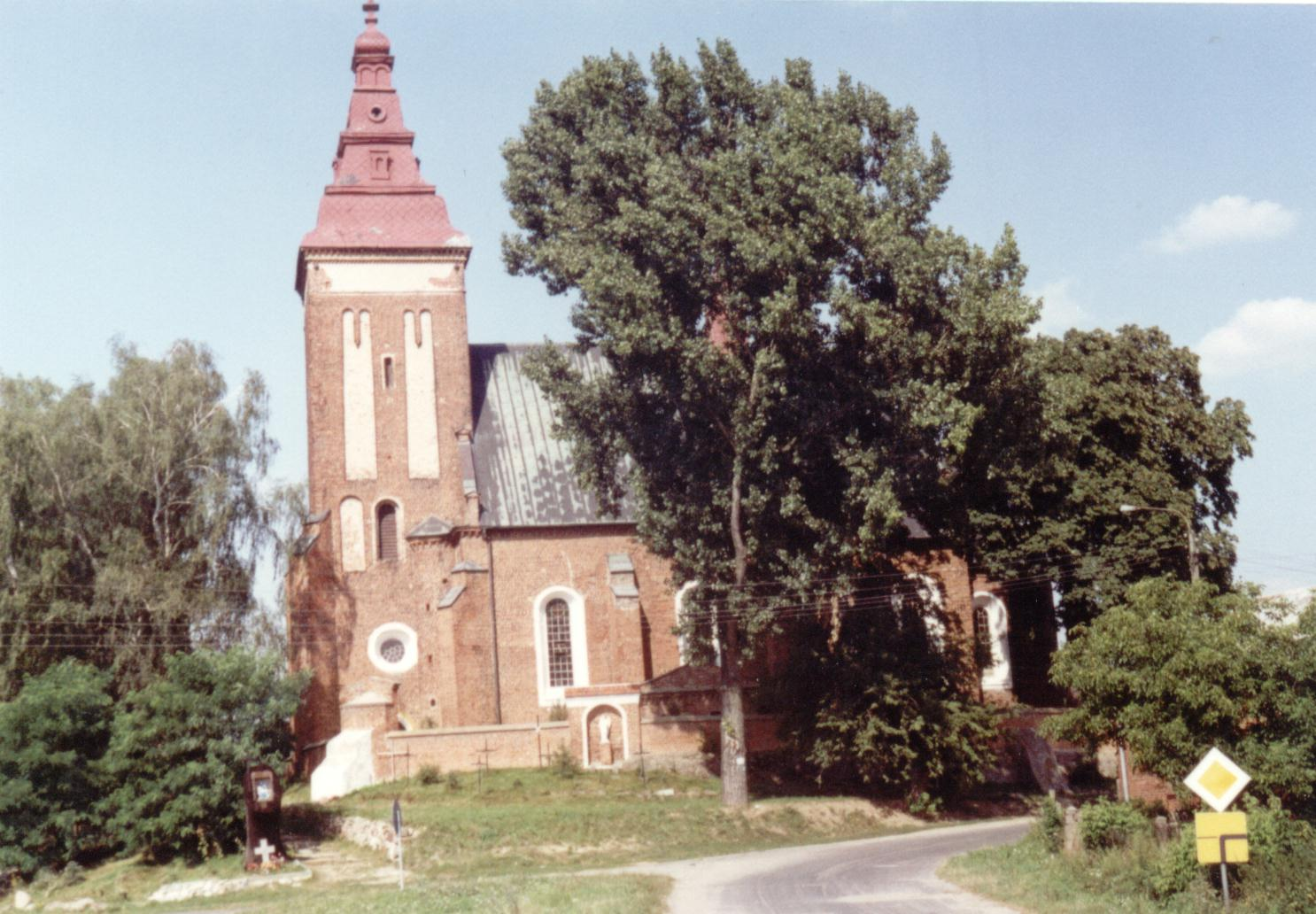
Kirche St. Jakobus in Krzemienica

Krzemienica (Kschemienitza) ist ein Dorf in Polen, das der Gemeinde Czerniewice (Powiat Tomaszowski) in der Woiwodschaft Łódź angehört. Es liegt im Landeszentrum, etwa 90 Kilometer südwestlich von Warschau, am Fluss Krzemionka. Das Dorf hat ca. 350 Einwohner.
Sehenswert ist die Pfarrkirche St. Jakobus von 1598.